# Horostjärnarna (Lima socken, Dalarna, 676983-137356)
Horostjärnarna är en sjö i Malung-Sälens kommun i Dalarna och ingår i Dalälvens huvudavrinningsområde.